# Topics in Organometallic Chemistry
Topics in Organometallic Chemistry, abgekürzt Top. Organomet. Chem.,  ist eine wissenschaftliche Buchserie, die vom Springer-Verlag veröffentlicht wird. Die erste Ausgabe erschien im Jahr 1998. Es werden Übersichtsartikel veröffentlicht, die sich mit metallorganischer Chemie beschäftigen. Die Artikel in der Buchserie werden wie Zeitschriftenartikel zitiert.
Der Impact Factor lag im Jahr 2013 bei 5,293. Nach der Statistik des ISI Web of Knowledge wird die Buchserie mit diesem Impact Factor in der Kategorie anorganische Chemie an dritter Stelle von 44 Zeitschriften und in der Kategorie organische Chemie an sechster Stelle von 58 Zeitschriften geführt.